# Río Trent (Ontario)
El río Trent es una corriente natural de agua situada en el sureste de Ontario que fluye desde el lago Rice para desembocar en la bahía de Quinte en el lago Ontario. Este río forma parte, a su vez, del canal Trent-Severn que conduce a Georgian Bay. El río tiene 90 kilómetros (55,9 mi) de longitud y  drena una cuenca de unos 15.300 km2 localizados en gran parte del centro-sur de Ontario, incluida la mayoría de los lagos Kawartha y sus cuencas de suministro.

## Entorno natural
El río alberga numerosas especies de aves, anfibios y peces. Algunas especies de peces en el río incluyen: lobina negra, lobina negra, lucio, lucioperca, tambores de agua dulce, tipo de pez y otros peces más pequeños como el pez luna, la lubina, etc.
En 2008, se informó que se encontró una stratiotes a lo largo de la costa. La planta es importada de Europa. Es una planta común en estanques, que se compra en tiendas de jardinería. Tiene hojas afiladas y es una posible preocupación ya que la planta se propaga rápidamente mediante reproducción asexual.

## Denominación
Ubicado en el territorio tradicional de Mississaugas, el nombre del río Trent en ojibwa es "zaagidawijiwanaang", y "Saugechewigewonk", significando "aguas de fuertes rápidos".

## Cuenca

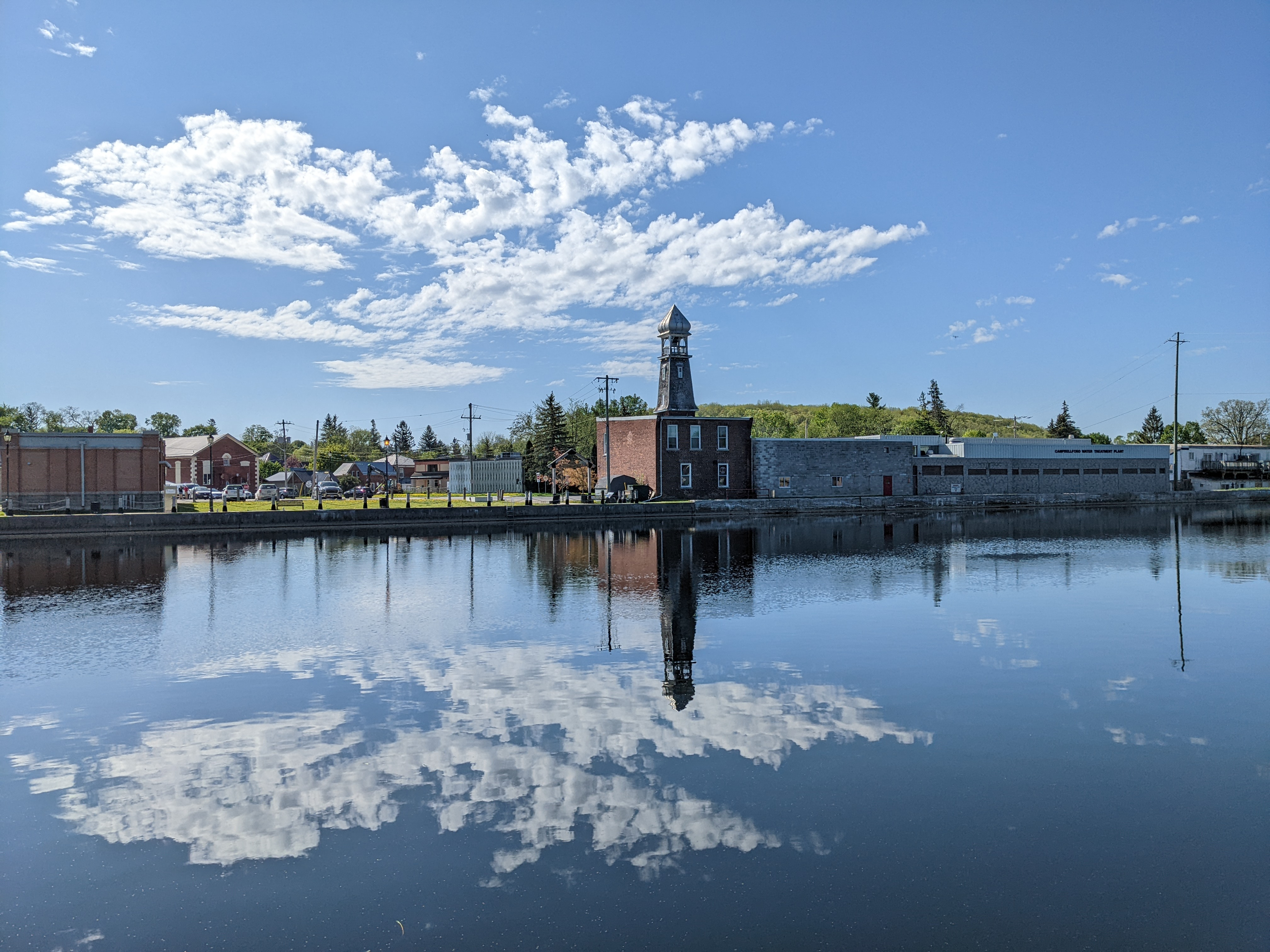
El río Trent pasando por Campbellford, Ontario.

Los afluentes de este río incluyen el río Crowe, tributario por la margen izquierda, y el río Otonabee, que atraviesa la ciudad de Peterborough, Ontario y tributa por la margen derecha en el Tren.
La Universidad de Trent, ubicada en Peterborough, lleva el nombre de la región y buscaba brindar educación universitaria en el área.